# Miami Shores
Miami Shores és una població dels Estats Units a l'estat de Florida. Segons el cens del 2005 tenia 10.040 habitants.

## Demografia
Segons el cens del 2000, Miami Shores tenia 10.380 habitants, 3.631 habitatges, i 2.432 famílies. La densitat de població era de 1.629,2 habitants/km².
Dels 3.631 habitatges en un 32,1% hi vivien nens de menys de 18 anys, en un 51% hi vivien parelles casades, en un 12,1% dones solteres, i en un 33% no eren unitats familiars. En el 23,4% dels habitatges hi vivien persones soles el 9,8% de les quals corresponia a persones de 65 anys o més que vivien soles. El nombre mitjà de persones vivint en cada habitatge era de 2,67 i el nombre mitjà de persones que vivien en cada família era de 3,24.
Per edats la població es repartia de la següent manera: un 22,5% tenia menys de 18 anys, un 12,1% entre 18 i 24, un 28,9% entre 25 i 44, un 24% de 45 a 60 i un 12,6% 65 anys o més.
L'edat mediana era de 38 anys. Per cada 100 dones de 18 o més anys hi havia 91,7 homes.
La renda mediana per habitatge era de 56.306 $ i la renda mediana per família de 64.963 $. Els homes tenien una renda mediana de 42.373 $ mentre que les dones 35.530 $. La renda per capita de la població era de 26.134 $. Entorn del 6,9% de les famílies i el 8,8% de la població estaven per davall del llindar de pobresa.

## Poblacions més properes
El següent diagrama mostra les poblacions més properes.